# 3 Corvi
3 Corvi (3 Crv / HD 105850 / HR 4635) es una estrella de magnitud aparente +5,47. Situada en la constelación de Corvus, el cuervo, se localiza a medio camino entre Minkar (ε Corvi) y Alchiba (α Corvi), no lejos del límite con Hidra. Se encuentra a 183 años luz de distancia del sistema solar.
Al igual que el Sol, 3 Corvi es una estrella de la secuencia principal, esto es, su energía es generada en su interior por la fusión nuclear de hidrógeno en helio. De tipo espectral A1V (también clasificada como A2) y con una temperatura de aproximadamente 8610 K, es una estrella de características muy parecidas a Sirio (α Canis Majoris), aunque está unas 20 veces más alejada que ésta. A diferencia de Sirio, 3 Corvi parece ser una estrella sola, sin ninguna compañera estelar. Su diámetro es 2,1 veces mayor que el del Sol y su luminosidad equivale a 21 veces la luminosidad solar. Su velocidad de rotación es de al menos 124 km/s, la cual, aunque comparada con la del Sol es unas 60 veces más rápida, es semejante a la encontrada en otras estrellas similares como α Lacertae o θ Capricorni.